# دلبر ملک باقر
دلبر ملک باقر، روستایی است از توابع بخش روداب و در شهرستان سبزوار استان خراسان رضوی ایران.

## جمعیت
این روستا در دهستان خواشد و در نزدیکی روستای اردیز قرار داشته و بر اساس سرشماری سال ۱۳۹۵ جمعیت آن ۱۸ نفر (۸ خانوار)
بوده است.